# Честерфілд (округ, Південна Кароліна)
Шаблон:StateAbbr_ 34°38′ пн. ш. 80°10′ зх. д. / 34.64° пн. ш. 80.16° зх. д.
Округ Честерфілд (англ. Chesterfield County) — округ (графство) у штаті Південна Кароліна, США. Ідентифікатор округу 45025.

## Історія
Округ утворений 1798 року.

## Демографія
За даними перепису 
2000 року 
загальне населення округу становило 42768 осіб, зокрема міського населення було 11650, а сільського — 31118.
Серед мешканців округу чоловіків було 20631, а жінок — 22137. В окрузі було 16557 домогосподарств, 11703 родин, які мешкали в 18818 будинках.
Середній розмір родини становив 3,05.
Віковий розподіл населення поданий у таблиці:
| Стать    | До 15 років | 15-21 | 22-29 | 30-39 | 40-49 | 50-65 | 65-85 | Понад 85 |
| -------- | ----------- | ----- | ----- | ----- | ----- | ----- | ----- | -------- |
| Чоловіки | 4781        | 2071  | 2082  | 3187  | 3074  | 3431  | 1882  | 123      |
| Жінки    | 4717        | 1953  | 2162  | 3286  | 3217  | 3687  | 2722  | 393      |

## Суміжні округи
- Енсон, Північна Кароліна — північ
- Річмонд, Північна Кароліна — північний схід
- Марльборо — схід
- Дарлінгтон — південний схід
- Кершо — південний захід
- Ланкастер — захід
- Юніон, Північна Кароліна — північний захід

## Виноски
1. ↑  U.S. Decennial Census. United States Census Bureau. Архів оригіналу за 26 квітня 2015. Процитовано 16 березня 2015.
2. ↑  Historical Census Browser. University of Virginia Library. Архів оригіналу за 11 серпня 2012. Процитовано 16 березня 2015.
3. ↑  Forstall, Richard L., ред. (27 березня 1995). Population of Counties by Decennial Census: 1900 to 1990. United States Census Bureau. Архів оригіналу за 2 лютого 2015. Процитовано 16 березня 2015.
4. ↑  Census 2000 PHC-T-4. Ranking Tables for Counties: 1990 and 2000 (PDF). United States Census Bureau. 2 квітня 2001. Архів оригіналу (PDF) за 18 грудня 2014. Процитовано 16 березня 2015.
5. ↑  State & County QuickFacts. United States Census Bureau. Архів оригіналу за 8 липня 2011. Процитовано 22 листопада 2013.(англ.) Наведено за англійською вікіпедією.
6. ↑  American FactFinder. Бюро перепису населення США. Архів оригіналу за 26 лютого 2012. Процитовано 31 січня 2008. [Архівовано 2008-05-21 у Wayback Machine.]

| США | Це незавершена стаття з географії США. Ви можете допомогти проєкту, виправивши або дописавши її. |